# Bertiandos
Bertiandos é uma povoação portuguesa sede da Freguesia de Bertiandos do Município de Ponte de Lima, freguesia com 2,26 km² de área e 360 habitantes (censo de 2021), tendo, por isso, uma densidade populacional de 159,3 hab./km².
Constituiu até ao liberalismo, juntamente com as freguesias de Estorãos e Santa Comba, o couto de Bertiandos. Foi seu primeiro senhor Gonçalo Pereira da Silva de Noronha de Lemos e Menezes.
Tinha, de acordo com o censo de 1801, 985 habitantes em 21 km². Até à integração no concelho (atual município) de Ponte de Lima, foi vila e sede de concelho.	

## Etimologia
Alguns etimólogos propõem Bertiandos derivar de 'Britónia', origem semelhante a outras toponímias no Noroeste da Península Ibérica, tendo o topónimo sido em tempos 'Britiandos', e antes disso 'Britinia'.

## Património
- Solar de Bertiandos
- Pelourinho de Bertiandos

## Demografia
A população registada nos censos foi:
| Distribuição da População por Grupos Etários | Distribuição da População por Grupos Etários | Distribuição da População por Grupos Etários | Distribuição da População por Grupos Etários | Distribuição da População por Grupos Etários |
| -------------------------------------------- | -------------------------------------------- | -------------------------------------------- | -------------------------------------------- | -------------------------------------------- |
| Ano                                          | 0-14 Anos                                    | 15-24 Anos                                   | 25-64 Anos                                   | > 65 Anos                                    |
| 2001                                         | 50                                           | 63                                           | 224                                          | 55                                           |
| 2011                                         | 61                                           | 37                                           | 238                                          | 78                                           |
| 2021                                         | 29                                           | 44                                           | 182                                          | 105                                          |